# Ammoxidatie
Ammoxidatie is een chemische reactie met drie componenten: ammoniak, zuurstof (of lucht) en een organisch substraat, meestal een alkeen of een gealkyleerde aromatische verbinding zoals tolueen; daarnaast kunnen alcoholen en aldehyden gebruikt worden. De ammoxidatie resulteert in de vorming van een nitril. Ze vereist een katalysator.

Een belangrijke toepassing van deze reactie is de productie van acrylonitril door ammoxidatie van propeen, een proces waarmee 95% van de wereldwijde acrylonitrilproductie (meerdere miljoenen ton per jaar) wordt verkregen:
{\displaystyle {\ce {CH3CH=CH2 + 3/2 O2 + NH3 -> NCCH=CH2 + 3H2O}}}
Dit proces werd ontwikkeld door de Standard Oil Company of Ohio in de 1960s en staat daarom bekend als het Sohio-proces.
De ammoxidatiereactie gebeurt op hoge temperatuur in de gasfase en in aanwezigheid van een katalysator. Typische katalysatoren voor ammoxidatie bestaan uit een combinatie van metaaloxiden van onder meer vanadium, molybdeen en antimoon.
Het is, met de gepaste katalysatoren, ook mogelijk om alkanen (verzadigde koolwaterstoffen zoals propaan) te reageren met ammoniak en zuurstof tot nitriles.